# Rudinilson Silva
Rudinilson Gomes Brito Silva (ur. 20 sierpnia 1994 w Bissau) – gwinejski piłkarz grający na pozycji obrońcy w klubie FK Kauno Žalgiris oraz w reprezentacji Gwinei Bissau.

## Kariera klubowa
Urodził się w Gwinei Bissau, jest wychowankiem klubu Sporting CP z Lizbony. W 2011 roku przeniósł się do SL Benfica, gdzie występował w zespołach młodzieżowych. W połowie 2013 roku podpisał profesjonalny kontrakt i został włączony do drużyny rezerw, występującej na poziomie Segunda Liga. Zadebiutował w niej 18 września 2013 w wyjazdowym spotkaniu przeciwko CD Aves, zakończonym wynikiem 0:0.
W czerwcu 2014 roku poinformowano o wypożyczeniu go do Lechii Gdańsk. W sierpniu 2014 roku, podpisując dwuletnią umowę, został on piłkarzem Lechii na zasadzie transferu definitywnego i rozpoczął grę w zespole rezerw. 18 kwietnia 2015 zadebiutował w Ekstraklasie w przegranym 0:3 meczu przeciwko Śląskowi Wrocław. Łącznie zaliczył w niej 5 spotkań. W czerwcu 2016 roku odszedł z klubu. Miesiąc później odbył testy w Fortunie Sittard, jednak nie znalazł tam zatrudnienia i przez 8 kolejnych miesięcy pozostawał bez pracodawcy. W marcu 2017 roku podpisał kontrakt z litewskim Utenisem Uciana. 12 marca zadebiutował w A lydze w wygranym 1:0 spotkaniu z FK Žalgiris Wilno i od tego momentu stał się podstawowym środkowym obrońcą.
Latem 2017 roku zainteresowanie Silvą wyraził marokański klub Wydad Casablanca, który rozpoczął zaawansowane negocjacje. W sierpniu 2017 roku za kwotę 50 tys. dolarów amerykańskich został on wykupiony przez Olympique Khouribga. Stał się tym samym pierwszym sprzedanym zawodnikiem w historii Utenisu. W sezonie 2017/18 rozegrał w marokańskiej ekstraklasie 8 spotkań, po czym po namowach ze strony władz klubu zgodził się na wcześniejsze rozwiązanie kontraktu. W grudniu 2018 roku negocjował warunki umowy z DRB Tadjenanet (Ligue Professionnelle 1), jednak nie osiągnął porozumienia. Na początku 2019 roku został graczem FK Kauno Žalgiris.

## Kariera reprezentacyjna
W 2012 roku rozegrał 2 mecze w reprezentacji Portugalii U-18. W latach 2012–2013 występował w kadrze U-19, w której rozegrał 15 spotkań. Brał udział w Mistrzostwach Europy U-19 2013, w których Portugalia dotarła do półfinału, przegrywając po serii rzutów karnych z Serbią. W 2013 roku zaliczył 1 mecz w reprezentacji Portugalii U-20.
W lipcu 2014 roku przyjął powołanie do seniorskiej reprezentacji Gwinei Bissau. 19 lipca zadebiutował w przegranym 0:2 meczu z Botswaną w ramach kwalifikacji do Pucharu Narodów Afryki 2015. Wziął udział w Pucharze Narodów Afryki 2017, na którym Gwinea Bissau odpadła po fazie grupowej. W spotkaniu z Burkina Faso (0:2) strzelił on bramkę samobójczą. W 2019 roku został powołany na Puchar Narodów Afryki 2019, gdzie wystąpił w meczu grupowym z Kamerunem (0:2).

## Życie prywatne
Posiada obywatelstwo Gwinei Bissau oraz Portugalii.